# Halowe Mistrzostwa Europy w Lekkoatletyce 1980 – bieg na 1500 m kobiet
Bieg na 1500 metrów kobiet – jedna z konkurencji biegowych rozgrywanych podczas halowych lekkoatletycznych mistrzostw Europy w hali Glaspalast w Sindelfingen.  Rozegrano od razu bieg finałowy 2 marca 1980. Zwyciężyła reprezentantka Związku Radzieckiego Tamara Koba. Tytułu zdobytego na poprzednich mistrzostwach nie broniła Natalia Mărășescu z Rumunii.

## Rezultaty

### Finał
Rozegrano od razu bieg finałowy, w którym wzięło udział 6 biegaczek.
Opracowano na podstawie materiału źródłowego.
| Miejsce | Zawodniczka        | Czas   |
| ------- | ------------------ | ------ |
| 1       | Tamara Koba        | 4:12,5 |
| 2       | Anna Bukis         | 4:13,1 |
| 3       | Mary Purcell       | 4:14,2 |
| 4       | Natalja Kuzniecowa | 4:14,4 |
| 5       | Sandra Arthurton   | 4:23,1 |
| –       | Vera Steiert       | DNF    |